# Pieter Boddaert (natuuronderzoeker)
Pieter Boddaert (Middelburg, 26 mei 1733 – Utrecht, 6 mei 1795) was een Nederlands geneesheer en natuuronderzoeker.
Boddaert promoveerde aan de  Universiteit Utrecht in 1764 op 'de variis respirationis vitiis' (over verschillende luchtweginfecties). Later werd hij lector aldaar in de natuurlijke historie. In 1783 publiceerde hij vijftig exemplaren van een determineersleutel van Planches enluminees van Edmé-Louis Daubenton, waarbij hij wetenschappelijke namen volgens de binominale nomenclatuur gaf aan de afgebeelde en soms ook al eerder beschreven organismen. Veel van deze namen waren de eerste "geldige" wetenschappelijke namen die werden toegekend. Volgens de prioriteitsregel van de zoölogische nomenclatuur werd hij zo de soortauteur (van onder andere 109 vogelsoorten), hoewel hij niet altijd de eerste auteur van die beschrijvingen was.
In 1785 publiceerde hij Elenchus Animalium, waarin hij als eerste de wetenschappelijke namen vermeldde van een aantal zoogdieren, waaronder de quagga en de tarpan.